# Nickelodeon Kids’ Choice Awards 2006
19. gala Nickelodeon Kids’ Choice Awards odbyła się 1 kwietnia 2006 roku. Prowadzącym galę był Jack Black.

## Prowadzący
Jack Black

## Nominacje

### Film

#### Najlepszy film
- Daleko jeszcze?
- Charlie i fabryka czekolady
- Harry Potter i Czara Ognia (Zwycięstwo)
- Garbi: super bryka

#### Najlepszy aktor
- Jim Carrey (Dick i Jane: Niezły ubaw)
- Johnny Depp (Charlie i fabryka czekolady)
- Ice Cube (Daleko jeszcze?)
- Will Smith (Hitch: Najlepszy doradca przeciętnego faceta) (Zwycięstwo)

#### Najlepszy film animowany
- Kurczak Mały
- Madagaskar (Zwycięstwo)
- Roboty
- Wallace i Gromit: Klątwa królika

#### Najlepsza aktorka
- Jessica Alba (Fantastyczna Czwórka)
- Drew Barrymore (Miłosna zagrywka)
- Dakota Fanning (Wyścig marzeń)
- Lindsay Lohan (Garbi: super bryka) (Zwycięstwo)

#### Najlepszy dubbing filmu animowanego
- Johnny Depp (Victor Van Dort, Gnijąca panna młoda Tima Burtona)
- Chris Rock (Marty, Madagaskar) (Zwycięstwo)
- Ben Stiller (Alex, Madagaskar)
- Robin Williams (Fender, Roboty)

### Muzyka

#### Najlepsza piosenka
- Hollaback Girl (Gwen Stefani)
- Wake Me Up When September Ends (Green Day) (Zwycięstwo)
- We Belong Together (Mariah Carey)
- 1, 2 Step (Ciara)

#### Najlepsza grupa muzyczna
- Backstreet Boys
- The Black Eyed Peas
- Destiny’s Child
- Green Day (Zwycięstwo)

#### Najlepsza piosenkarka
- Mariah Carey
- Kelly Clarkson (Zwycięstwo)
- Hilary Duff
- Alicia Keys

#### Najlepszy piosenkarz
- Bow Wow
- Jesse McCartney (Zwycięstwo)
- Nelly
- Will Smith

### Telewizja

#### Najlepszy film
- Idol
- Drake i Josh (Zwycięstwo)
- Nieustraszeni
- Świat Raven

#### Najlepsza aktorka telewizyjna
- Eve (Eve)
- Jennifer Love Hewitt (Zaklinacz dusz)
- Jamie Lynn Spears (Zoey 101) (Zwycięstwo)
- Raven-Symoné (Świat Raven)

#### Najlepszy aktor telewizyjny
- Drake Bell (Drake i Josh) (Zwycięstwo)
- Ashton Kutcher (Różowe lata siedemdziesiąte)
- Bernie Mac (The Bernie Mac Show)
- Lil’ Romeo (Romeo!)

#### Najlepsza kreskówka
- Jimmy Neutron: mały geniusz
- Wróżkowie Chrzestni
- Simpsonowie
- SpongeBob Kanciastoporty (Zwycięstwo)

### Sport

#### Najlepszy sportowiec
- Lance Armstrong (Zwycięstwo)
- Allen Iverson
- Shaquille O’Neal
- Alex Rodriguez

### Pozostałe kategorie

#### Najlepsza gra wideo
- The Incredibles: Rise of the Underminer
- Madden NFL 06
- Mario Superstar Baseball
- Madagascar: Operation Penguin (Zwycięstwo)